# Star (bateau)
Pour l’article homonyme, voir Star.
Le Star est une classe de voilier de régate gréée en sloop. Le Star possède une coque à bouchains vifs munie d'une quille à bulbe. Il est depuis les JO de 1932, le quillard olympique à deux équipiers. Il a été remplacé par le Tempest uniquement aux jeux de 1976. L'ISAF a annoncé que le Star n'a pas été retenu comme bateau olympique pour les JO de 2016.

## Historique
Le Star est une extrapolation du Bug, un petit quillard de 18 pieds, dessiné en 1906 par l'architecte William Gardner à la demande de Pop Corry, Commodore du New York Yacht Club. Le Bug s'étant révélé trop humide et trop petit, Pop Corry demanda en 1910 une extrapolation de ce bateau, le Star, qui fut dessiné par Francis Sweisguth. Trente Star ont été construits en 1911, la plupart à New York où ils firent leur première apparition le 30 mai 1911 à l'occasion de la Memorial Day Regatta organisée par le Harlem Yacht Club. Les premiers Star étaient rustiques et bon marché (240 $). Le Star fût introduit en Europe en 1928 par le Cercle de la Voile de Paris, dont le Vice Président de l'époque, le franco-cubain Enrique Conill, importa le bateau d'Amérique.

Le gréement d'origine du Star de 1906 au début des années 1920

Le gréement de houari d'origine était caractérisé par un mât court, une longue vergue très apiquée et une bôme énormément longue. En 1921 le Star adopta le gréement bermudien mais sans modifier sa surface de voilure. En 1929 l'association des propriétaires adopta le plan de voilure actuel. Au cours de son histoire, le Star a été le laboratoire de nombreuses innovations en matière de gréement et d'accastillage, la principale étant la mise au point des mâts souples. Le premier gréement souple a été expérimenté sur le Star Pimm à Walter von Hütschler  aux championnats du monde de Star de 1937.
Au 6 mai 2017, 8 534 Star ont été immatriculés. L'association de propriétaires, l'ISCYRA (International Star Class Yacht Racing Association), a été fondée en 1922 par George Elder, elle est une des associations de propriétaires parmi les plus puissantes avec celle des Dragon.  Elle est organisée en 21 « districts » sur les cinq continents. Les districts ne regroupent pas forcément des frontières nationales ce qui permet d'échapper à certaines contraintes de mouvements sportifs nationaux.

## Caractéristiques
Les caractéristiques originales du Star sont principalement liées à son gréement. La grand-voile mesure environ 20,5 m2 pour un tout petit foc de 6 m2. La bôme, de plus de 4,5 mètres de long, dépasse de quelques centimètres le tableau arrière ce qui interdit le montage d'un pataras pouvant retenir le mât aux allures portantes. Au vent arrière, la bôme dépasse de plus de trois mètres le liston et impose de contre-gîter pour qu'elle ne touche pas l'eau. Le foc se porte alors tangonné avec un tangon très long qui envoie le foc complètement en avant de l'étai ; dans certains cas de vent de travers, la chute se transforme en bord d'attaque, un mètre devant l'étrave. Les barres de flèche du mât sont plus larges que la coque, le mât étant contrôlé par un jeu complexe de haubans et deux paires de bastaques.

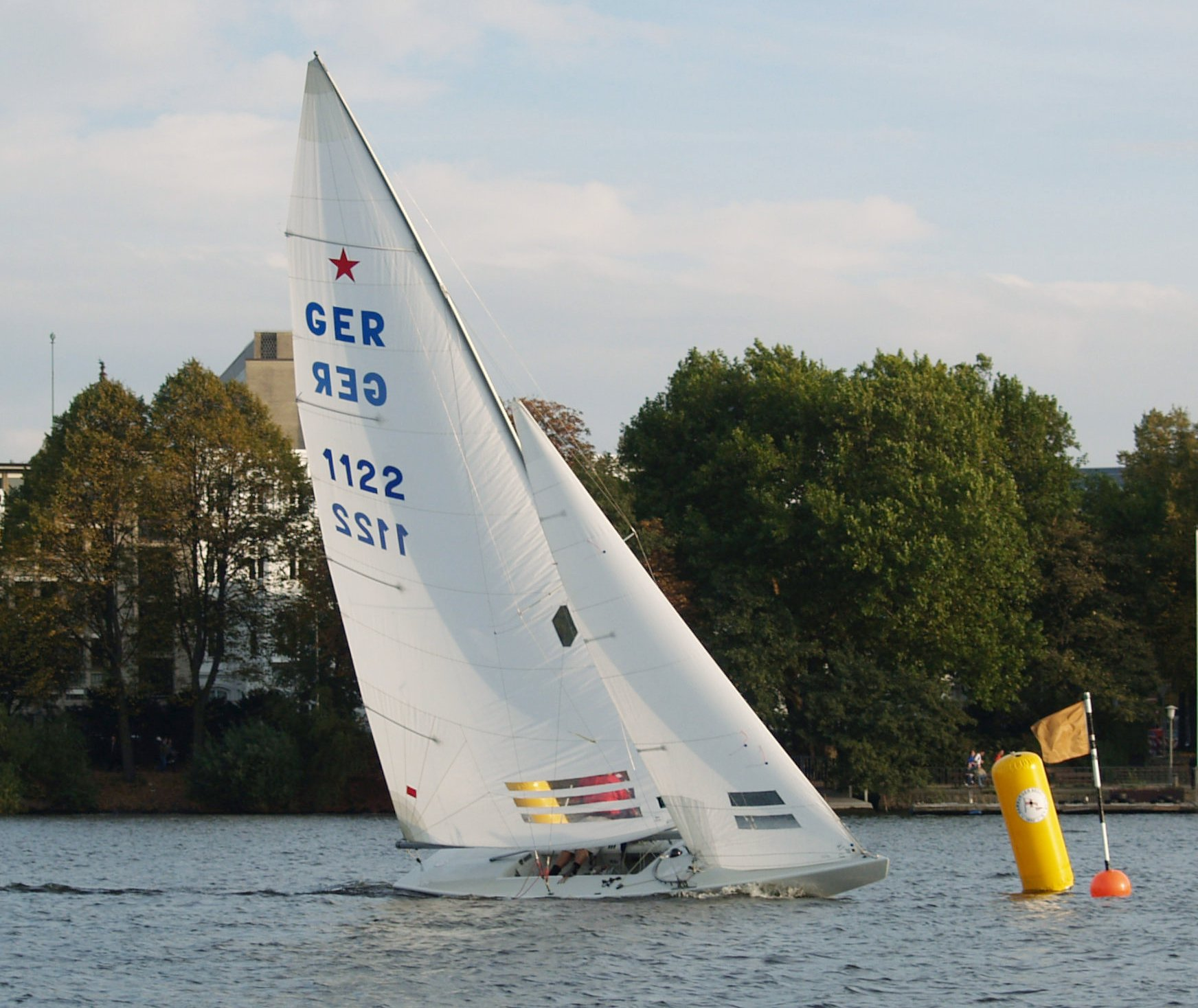
Star au près

Le Star est un bateau mythique, très sportif, surtout dans la brise, mais également très technique dans le petit temps.

## Activité en France
En France il existe trois plans d'eau actifs, Les Mureaux, près de Paris sur la Seine, le lac d'Annecy et Nice. De gros championnats internationaux sont organisés à Hyères où une flotte regroupe les passionnés de la cote méditerranéenne. Le club d'Angers fut très actif, l'ouest de la France est moins concerné, notamment à cause des marées : le Star nécessite un grutage systématique, il est déconseillé de le laisser au mouillage.